# Người Salar
Người Salar (Salar: Salır, Tiếng Trung: 撒拉族, bính âm: Sālāzú, Hán Việt: Tát Lạp tộc) là một dân tộc Turk. Ngôn ngữ của dân tộc này thuộc nhóm Oghuz, thuộc Ngữ hệ Turk. Người Salar là một trong 56 dân tộc được công nhận chính thức tại Cộng hòa Nhân dân Trung Hoa.
Dân số của dân tộc Salar là 104.503 người theo thống kê năm 2000. Họ chủ yếu cư trú tại khu vực ranh giới của hai tỉnh Thanh Hải-Cam Túc, trên cả đôi bờ Hoàng Hà, tại Huyện tự trị dân tộc Salar Tuần Hóa (循化撒拉族自治縣) và Huyện tự trị dân tộc Hồi Hóa Long(化隆回族自治縣) thuộc tỉnh Thanh Hải và Huyện tự trị dân tộc Bảo an, Đông Hương và Salar Tích Thạch Sơn liền kề thuộc tỉnh Cam Túc. Người Salar cũng sống tại Tân Cương (trong Châu tự trị dân tộc Kazakh Ili).
Tỏ tiên của người Salar là những người Oghuz du mục (một nhóm dân tộc ở Trung Á) đã hỗn chủng với người Hán, người Tạng, và người Hồi. Họ là một xã hội gia trưởng nông nghiệp và theo Hồi giáo.

## Văn hóa
Người Salar có tinh thần thị tộc khá đặc biệt. Họ theo chế độ phụ hệ và ngoại hôn; các thành viên trong thị tộc chỉ được kết hôn với các thành viên của thị tộc khác. Người Salar hiện là một dân tộc buôn bán, đi sâu vào nhiều ngành kinh doanh và các ngành công nghiệp. Trang phục điển hình của người Salar rất giống với những người Hồi giáo khác trong vùng. Những người đàn ông thường để râu và mặc áo sơ mi trắng đội mũ Tubeteika màu trắng hoặc đen. Các phụ nữ trẻ độc thân thường mặc trang phục như của người Hán với màu sắc tươi sáng. Các phụ nữ có chồng sử dụng mạng che mặt truyền thống màu trắng hoặc đen. Mã và Hán là hai họ phổ biến nhất của người Salar. Mã là họ thay thế cho từ Muhammad. Bốn thị tộc hạ Salar nhận họ Hán và sống ở phía tây Tuần Hóa.

## Ngôn ngữ
Tiếng Salar có hai nhóm phương ngữ lớn. Sự khác nhau giữa hai phương ngữ này là do một nhánh chịu ảnh hưởng của tiếng Hán và tiếng Tạng và một nhánh chịu ảnh hưởng của tiếng Uyghur và tiếng Kazakh. Cuối thập kỷ 1990, ước tính trong số 89.000 người Salar, khoảng 60.000 nói được tiếng Salar. Ngoài tiếng Hán, nhiều người Salar có thể nói tiếng Tạng. Tiếng Salar được ghi nhận là có sự tương đồng với tiếng Turkmen.